# Jean-Baptiste Marragon
Jean-Baptiste Marragon est un homme politique français né le 10 juillet 1741 à Luc-sur-Aude (Aude) et mort le 1er avril 1829 à Bruxelles (Belgique).

## Biographie
Sous l'Ancien Régime, Jean-Baptiste Marrangon est commis auprès du directeur général du canal du Midi.  
Au début de la Révolution française, il est élu maire de Carcassonne, le premier, entre 1790 et 1791. 

### Mandat à la Convention
La monarchie constitutionnelle mise en application par la constitution du 3 septembre 1791 prend fin à l'issue de la journée du 10 août 1792 : les bataillons de fédérés bretons et marseillais et les insurgés des faubourgs de Paris prennent le palais des Tuileries. Louis XVI est suspendu et incarcéré avec sa famille à la tour du Temple. 
En septembre 1792, Jean-Baptiste Marrangon, alors membre du directoire de l'Aude, est élu député du département, le cinquième sur huit, à la Convention nationale.

Il siège sur les bancs de la Plaine. Lors du procès de Louis XVI, il vote la mort, se prononce en faveur de l'appel au peuple mais rejette le sursis à l'exécution de la peine. Le 13 avril 1793, il s'abstient de voter lors du scrutin sur la mise en accusation de Jean-Paul Marat : 
Je ne considère pas l'individu ; mais je considère la représentation nationale, qui émane de la souveraineté du peuple ; et je crois que, dans une question aussi intéressante, une discussion impartiale et approfondie aurait dû précéder l'acte d'accusation : [...], je déclare ne pouvoir voter quant à présent. 
Le 28 mai, il ne participe pas au scrutin sur le rétablissement de la Commission des Douze. 

### Mandat aux Anciens
Sous le Directoire, en brumaire an IV (octobre 1795), Jean-Baptiste Marrangon est réélu député et siège au Conseil des Anciens. 
Le 1er floréal an V (le 20 avril 1796), il est élu secrétaire aux côtés de Jean-Aimé de Lacoste, de Claude Larmagnac, et de Claude-Alexandre Ysabeau sous la présidence de Jean-Barthélemy Le Couteulx. Le 1er nivôse an VI (le 21 décembre 1796), il est élu président du Conseil et ses secrétaires sont Joseph Louis Kaufmann, Étienne de Lavaux, Henri Menuau et Jean-François Méric.
En 1798, il fait l'acquisition de l'ancienne chapelle des Frères des écoles chrétiennes. 
Il quitte le conseil le 11 prairial an VI pour devenir ministre plénipotentiaire auprès des villes hanséatiques. De retour en France, il est nommé le 19 floréal an VII comme commissaire près la direction des canaux. En 1800, il devient receveur général du département de l'Hérault et sera conseiller municipal de Toulouse en 1806. Il est obligé de quitter la France en 1816, frappé par la loi d'exil comme conventionnel régicide. Réfugié à Bruxelles, auprès de son cousin germain Dominique-Vincent Ramel-Nogaret, il y décédera en 1829.